# Vandana Shiva
  Vandana Shiva    (Dehradun, 5 de novembre de 1952) és una filòsofa i activista climàtica índia. És llicenciada en física, ecologista, ecofeminista i autora de nombrosos llibres i articles. És defensora del manteniment de moltes pràctiques tradicionals com a formes de fer respectuoses amb l'entorn natural.
Durant la dècada dels anys 1970 va participar en el moviment Chipko, una mobilització no-violenta formada fonamentalment per dones que s'abraçaven als arbres per tal d'evitar la seua tala. Va ser una de les líders del Fòrum Social Mundial i una figura destacada del moviment per la solidaritat global conegut amb el nom de moviment altermundista. Ha criticat els costos ecològics, socials i econòmics de la globalització en els llibres Biopiratery (1997) i Water wars: Privatization, pollution and profil (2002), entre d'altres.

## Biografia
Vandana Shiva va néixer a Dehradun, a l'estat d'Uttarakhand, antigament part de l'estat indi d'Uttar Pradesh. El seu pare era guardaboscos i la seva mare grangera i amant de la natura. El 1973 va participar en el moviment Chipko per a impedir la tala de boscos a l'Himàlaia, mitjançant resistència no-violenta.
Shiva va estudiar física a la Universitat del Panjab, a Chandigar, i es va graduar el 1972. Després d'un breu període al Centre de Recerca Atòmica Bhabha, es va traslladar al Canadà on va obtenir un títol de màster en filosofia de la ciència per la Universitat de Guelph el 1976. El 1979 la Universitat d'Ontario Occidental li va atorgar el doctorat per una tesi titulada «Variables ocultes i localitat en la teoria quàntica»
El 1982 va crear la Fundació per a la Research Foundation for Science, Technology and Ecology, la qual compta entre les seves iniciatives l'impuls i difusió de l'agricultura ecològica (projecte Navdanya), l'estudi i manteniment de la biodiversitat (Universitat de les Llavors, Col·legi Internacional per a la Vida Sostenible), fomentar el compromís de les dones amb el moviment ecologista (dones Diverses per la Diversitat), o la regeneració del sentiment democràtic (moviment Democràcia Viva).

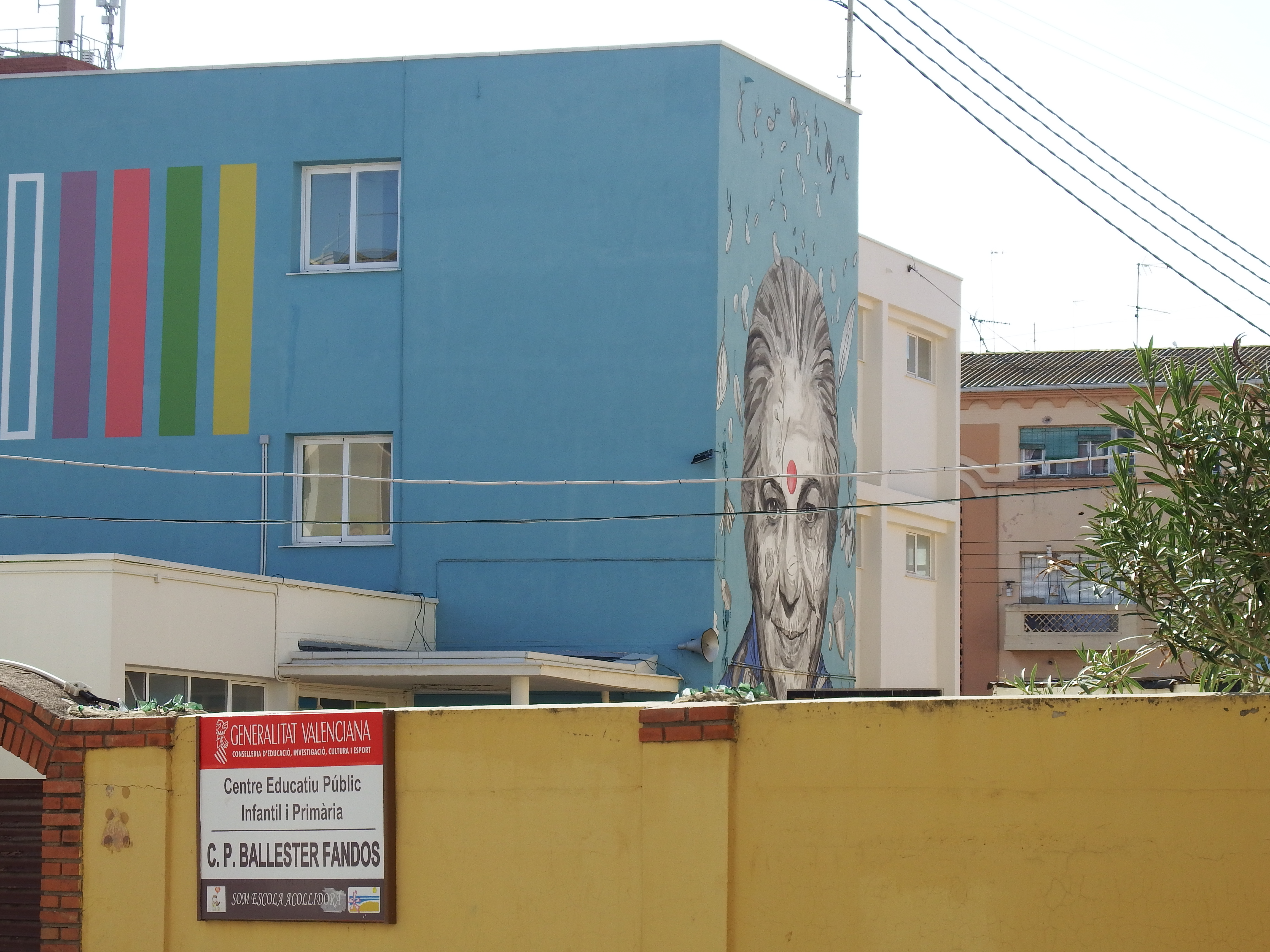
Mural dedicat a Vadana Shiva al CEIP Ballester Fandós de la Malva-rosa

Navdanya és una organització índia revolucionària i significa «nou llavors». La intenció d'aquesta organització és donar suport a l'agricultura local, i rescatar i conservar les varietats locals en perill de desaparició per l'ús de varietats comercials. Shiva culpa d'aquesta progressiva desaparició a les multinacionals productores de llavors, fertilitzants químics i pesticides, especialment aquelles que desenvolupen varietats transgèniques. Shiva s'ha esforçat per a conservar la biodiversitat de l'Índia, mobilitzant a agricultors de moltes comunitats perquè no consumeixin llavors genèticament modificades. Així mateix, a través de Navdanya ha creat campanyes contra l'ús de pesticides, educant agricultors sobre els béns de les llavors natives, i va establir 34 bancs de llavors comunitaris a tot el país que preserven les llavors índies tradicionals i les distribueixen sense cost als agricultors interessats. Navdanya ha contribuït a la conservació de més de 2.000 varietats d'arròs, la difusió i impuls de l'agricultura ecològica, l'estudi i manteniment de la biodiversitat, la regeneració del sentiment democràtic i el foment del compromís de les dones amb el moviment ecologista.
Shiva, inspirada en el concepte de Mohandas Gandhi de no-violència, ha impulsat les dones agricultores a recuperar el tradicional paper que havien tingut durant segles, en guardar les llavors per a preservar l'espècie i tornar a plantar-la, negant-se així a obeir les lleis internacionals de comerç o acatar les regles de l'economia de mercat per a crear el seu propi mercat independent.
El 1993, en reconeixement de la seva dedicació als moviments alternatius i «per situar la dona i l'ecologia al cor del discurs modern sobre el desenvolupament», va rebre el Right Livelihood Award. El 1994 va participar amb les comunitats de la costa índia en la seva lluita d'acció no-violenta per a posar fi a la cria i pesca industrial del llagostí que s'havia popularitzat a l'Índia i que estava ocasionant una greu devastació dels ecosistemes.
Membre destacada del moviment antiglobalització que sorgeix com a resposta a l'Acord General sobre Aranzels i Comerç precursor de l'Organització Mundial de Comerç, en el seu llibre Earth Democracy: Justice, sustainibility and peace (2005) va proposar el concepte i la causa de la «democràcia de la terra» com a alternativa al capitalisme. Shiva ha lluitat activament contra les polítiques neoliberals de la globalització econòmica i en favor dels drets dels pobles denunciant que la cobdícia de les corporacions usurpen els recursos naturals, com la terra i l'aigua, i violen els drets fonamentals de les persones.

## Activisme
Vandana Shiva ha lluitat per canviar les pràctiques i paradigmes de l'agricultura i el menjar. Entre les àrees en què Shiva ha contribuït intel·lectualment i a través de campanyes activistes, es troben qüestions referents als drets de propietat intel·lectual, la biodiversitat i la bioètica. Així mateix, ha ajudat a organitzacions de lluita social d'arreu del món amb les seves campanyes en contra de l'enginyeria genètica. Pel que fa al dret de la propietat intel·lectual i la biodiversitat, Shiva juntament amb el seu equip de la Research Foundation for Science, Technology and Ecology, ha lluitat reeixidament en contra de la biopirateria del nim (Azadirachta indica), de l'arròs basmati i del blat.
Shiva ha descrit els impactes devastadors en el medi ambient i les conseqüències negatives de l'agricultura industrial practicada mundialment. Descriu casos concrets i investigacions al seu país en on es retraten els danys causats per l'agricultura i l'aqüicultura industrial, llavors modificades genèticament, monocultius, monopolis sobre l'alimentació, biopirateria i explotació dels recursos. A més, exposa la situació de risc en què es troben milers d'espècies (i en general la biodiversitat) i els petits agricultors i pescadors de l'Índia i del Tercer Món. Shiva explica que una cosmovisió basada en l'escassetat genera relacions d'explotació amb la Terra i és la que es practica actualment el capitalisme. En canvi proposa una cosmovisió basada en l'abundància. També parla de la importància de viure una democràcia alimentària i situa el tema com a primordial en l'agenda de drets humans, juntament amb la seguretat alimentària.
El seu primer llibre, Staying Alive: Women, Ecology, and Development (1988), va ajudar a redefinir la percepció de la dona del Tercer Món. El 1990 va escriure un informe per a la FAO sobre dones i agricultura titulat «La majoria dels agricultors a l'Índia són dones». Va fundar la unitat de gènere a l'International Center for Integraded Mountain Developmen a Katmandú, i va ser membre fundadora de la Women's Environment & Development Organization (WEDO). Shiva ha treballat com a assessora dels governs a l'Índia i a l'estranger així com en organitzacions no governamentals, incloent l'International Forum on Globalizationi la Third World Network.

## Ecofeminisme

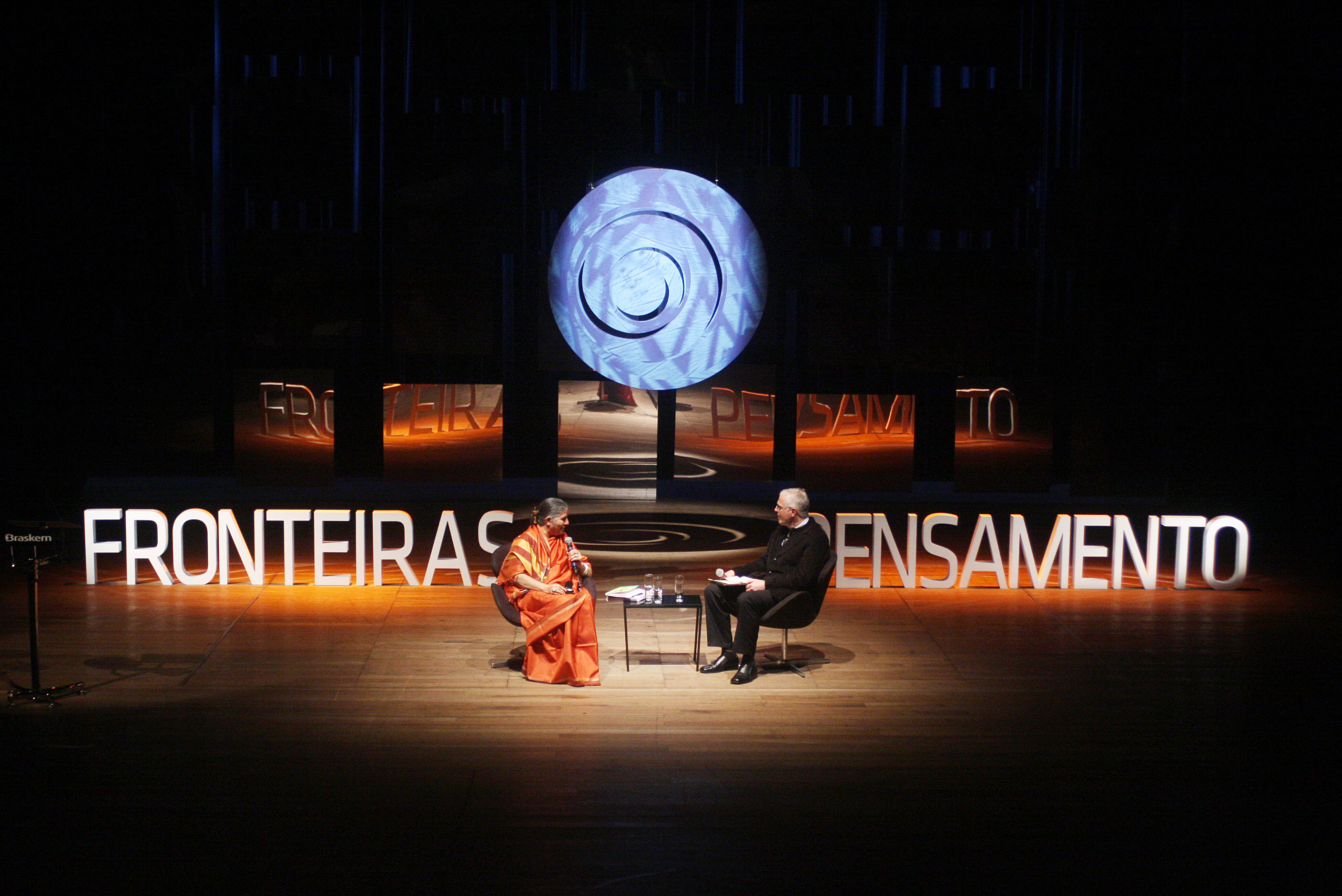

Vandana Shiva és una representant destacada de l'ecofeminisme. El moviment Chipko, en el qual Shiva va participar quan tenia poc més de vint anys, va portar endavant la seva primera acció notòria en aquest sentit, en tractar-se d'una de les lluites més simbòliques de la relació entre les dones i el medi ambient (i per tant de l'ecofeminisme). Les activistes de Chipko argumentaven que les plantacions comercials de pins o eucaliptus donaven feina a alguns vilatans (principalment homes), però no satisfeien les necessitats de les dones que s'ocupaven, gairebé totes, de conrear menjar, i que comptava amb els arbres per a combustible i com farratge per als animals. El moviment no va ser espontani i tenia una base política influïda per diversos factors, incloent-hi la perllongada i decidida lluita dels seguidors de Mohandas Gandhi, políticament compromesos a aquesta regió. Durant les primeres etapes del moviment els homes i les dones es van unir en contra del desenvolupament fuster comercial, però els seus interessos van entrar en conflicte perquè els homes s'interessaven en aconseguir accés al bosc per al desenvolupament comercial del llogaret, i per altra banda les dones desitjaven preservar el bosc per les seves necessitats tradicionals de subsistència i també per impedir l'erosió del sòl. Per a Shiva els tres principis de l'ecofeminisme són:
- La Terra està viva, és sagrada i és la connexió entre tots els éssers vius.
- La naturalesa va ser reemplaçada pel patriarcat, i les dones, part de la natura, es troben subordinades enfront de l'home i de la producció capitalista.
- Respecte a tot ésser vivent. Per a desenvolupar aquesta tesi va plantejar diverses idees, com construir altres tipus d'instruments, més enllà del producte interior brut (PIB), que evidenciïn la millora en el desenvolupament de les poblacions, i el fet tenir drets amb responsabilitat.

Segons Shiva, l'ecofeminisme és un moviment tan antic com la vida mateixa i consisteix a posar la vida al centre de l'organització social, política i econòmica, fet que les dones ja practiquen perquè són elles a qui se'ls ha deixat la tasca de les cures i el manteniment de la vida tenint en compte la determinació biològica. De tal manera que el seu objectiu és maximitzar aquesta riquesa de la vida.
El primer principi de l'ecofeminisme és reconèixer que aquest món del qual som part és una Terra vivent, que és una Terra sagrada i és la que sosté qualsevol forma de vida. Argumenta que la gent que pren més del que necessita de la Terra és la que l'està saquejant a gran velocitat: «la indústria minera, la indústria de la fusta, la indústria genètica, aquells qui estan robant els gens i pretenen que ells són els creadors». «L'ecofeminisme és la convergència de l'ecologia i el feminisme. L'ecologia diu que no es poden destruir els fonaments ecològics a través dels quals sobrevivim, i el feminisme recorda que no hem nascut iguals, sinó que formem part de la mateixa espècie. Així, l'ecofeminisme és realment la filosofia de tota societat duradora». L'ecofeminisme per Shiva i altres autores com Maria Mies és una articulació de moviments ja existents, i el plantegen com una filosofia basada en la relació dual indivisible d'acció-reflexió i en una política de responsabilitat, amor i compassió. Per tant, autores com Shiva afirmen que hi ha principis fonamentals de justícia i de sostenibilitat, els quals permeten que fins i tot en diferents contextos i formes de vida es pugui convergir en un mateix moviment.
El segon principi de l'ecofeminisme per a ella és el reconeixement que, d'alguna manera, la creativitat ha estat desplaçada pel capitalisme. Diu que la maternitat pertany a la banda física de la vida, l'únic que les dones comparteixen amb els animals; i que el principi espiritual de la paternitat els pertany a ells per si sols. La paternitat triomfant forma part de la vida celestial, mentre que la cura dels nens està relacionat amb la Terra, que ho beneeix tot. Per tant, afirma que la reproducció simplement desapareix i és reemplaçada per la producció. Però la producció és llavors redefinida, passa de ser una producció de la vida, de manteniment de la vida, producció de salut, de menjar, de nutrició, d'aigua, per tornar-se, en realitat, la destrucció de cadascun d'aquests recursos. D'aquesta forma, paradoxalment, la destrucció es torna creació i la creació desapareix. I tota la línia de la vida és traçada per declarar cada cosa més enllà d'aquesta línia, la qual cosa significa que tota la creativitat de la naturalesa, dels éssers humans, de les dones, de les comunitats indígenes, de tots els éssers humans, en les seves relacions amb la cura de la naturalesa i de la comunitat humana; tot això és definit pel capitalisme com a no-activitat, no productiu. D'aquí és d'on es pot deduir que les dones «no treballen». A partir d'això es desprèn el fet que l'agricultura de les comunitats indígenes no sigui «productiva», encara que aquest tipus d'agricultura indígena signifiqui el 70% de la producció mundial (en dades de 2010), però és esborrada, com si no existís.
Sosté també que la biopirateria ha estat possible per l'existència de la frontera de la creació, on l'evolució de la naturalesa i l'evolució dels éssers humans són definides com no intel·ligents i no creades, «nosaltres som definits com a matèries primeres passives», i afegeix que la segona frontera de creativitat i productivitat de les dones i la natura que és negada és la frontera de la producció, aquella on el creixement és mesurat i definit: «si tu produeixes el que consumeixes, llavors no estàs produint».
Per a Shiva el principi més important de l'ecofeminisme és el reconeixement i el respecte a la diversitat en totes les seves formes. És a dir, tota forma de planta, tota forma d'animal, tot organisme de terra, tota forma de comunitat humana, tota cultura que ha evolucionat. L'autora opina que hem arribat a un punt on podem començar a dir que el creixement, tal com s'entén avui dia en termes econòmics, representa un instrument de mesura incorrecte. En aquest sentit proposa que hem de començar a mesurar el creixement en termes de la vida i de tenir com a referència les institucions de la societat que mantenen la vida. També argumenta que l'augment de la contaminació està permetent a les corporacions capitalistes enormes guanys, però que no podem permetre aquest tipus d'externalització i apropiació. Afirma que l'ecofeminisme és bàsicament defensar que els drets han d'estar lligats a les responsabilitats, i argumenta que el coneixement a través dels sentits té un mateix nivell ontològic que el pensament, on el cos en si mateix ha de ser entès com a ésser. Entre tots els pobles indígenes el cos és la font d'on brolla el coneixement. El cos és l'espai des d'on tots els curadors o xamans obtenen el seu coneixement i, a través d'ell, poden curar altres cossos. Llavors, per a l'ecofeminisme, el cos de les dones i tots els cossos, de fet, són éssers que coneixen o «coneixents». Per a l'ecofeminisme no hi ha res pitjor que una ment deslligada del cos.
Pel que fa a la relació entre ecofeminisme i espiritualitat, Shiva sosté que cal considerar que l'espiritualitat es presenta en moltes formes. Per a algunes comunitats són els ancestres, per a d'altres és la forma de veure el món dels avantpassats, amb tota la interconnectivitat de les formes de vida. I aquí és on es pot trobar una espiritualitat «imaginada», on aquesta podria ser el reconeixement de la interconnexió. Per a ella l'espiritualitat és el coneixement que tot està interconnectat, i per això tot ha de ser respectat i mai no ha de ser violat. És sota aquests principis que emmarca la violència contra les dones: «les relacions no poden ser mesures en polzades i peus, la mesura en què tu pots destruir, les dimensions en què tu sostens o destrueixes la vida, només poden ser pensades en termes negatius o positius d'energia; aquestes relacions no poden ser mesurables sinó viscudes i per això el nou món imaginat és un món d'interconnectivitat holística i de múltiples dimensions de l'espiritualitat. Perquè la integritat i l'espiritualitat no són diferents i reconèixer la integritat de cada persona i cada espècie ja és, en si mateix, espiritualitat».
Shiva argumenta que la raó per la qual existeix la fam es troba en les relacions de comerç injustes. Per contra, ella proposa una agricultura orgànica basada en la biodiversitat, de manera que el sistema econòmic i social estigui fonamentat en el coneixement tradicional i en el llegat de les dones, com anteriorment es feia, «les dones de l'Índia han desenvolupat 200.000 varietats d'arròs, treball fet al llarg de mil·lennis per centenars de milers d'àvies desconegudes. En cap moment, cap d'ella es va dirigir a la seva germana i li va dir: "He produït aquest nou arròs. D'ara endavant, és la meva propietat; d'ara endavant, em pagaràs regalies"». Diu que la llavor és la primera baula de la cadena alimentària i que «salvar-la és el nostre deure, compartir-la és la nostra cultura».
Shiva també examina la igualtat de gènere en relació amb la llibertat. Fa una distinció en el concepte d'igualtat argumentant que hi ha dues interpretacions. D'una banda basada en la semblança, l'ésser similar; de l'altra, la diversitat sense discriminació, i és aquesta darrera la definició que ella considera més aferrada a l'autèntic concepte d'igualtat: «durant molt de temps s'ha assumit que la igualtat entre gèneres significa que les dones han d'imitar el que els homes són avui dia, però el mascle dominador és àvid, violent i extremadament irresponsable. La línia de la semblança no és el camí pel qual hem d'anar. Jo vull la llibertat per ser diferent, però no vull ser castigada per ser-ho. Això és per a mi la igualtat». Aclareix també que l'ecofeminisme no està restringit a les dones. Afirma que és una visió que reconeix el dret de totes les espècies i, per tant, els drets de la natura. Com una visió de món holística que és, desbarata la concepció de separació establerta de l'«imperi dels homes sobre les criatures inferiors de Déu». L'imperi de l'home necessita per a perpetuar-se el concebre a la resta de les espècies com a inferiors. En la concepció alternativa que defensa Shiva tots els éssers són iguals; tots tenen drets: per tant les dones tenen els seus drets; però cal combinar aquests drets amb els de les altres espècies.
Sobre la relació entre l'ecofeminisme i els altres tipus de feminismes, afirma que el feminisme que no és ecologista és una reproducció del patriarcat, que busca l'empoderament de les dones en la forma masculina que hem rebut del capitalisme patriarcal. «Pel fet que aquest tipus d'empoderaments només és possible per a un grapat de dones al cim, s'han de trencar, aleshores, els drets de la resta de les dones. Per això el feminisme és ecològic de base». Un altre punt important que sosté és que l'ecofeminisme és un feminisme de solidaritat. No d'individualisme, es tracta de l'accés de tothom a la vida, als recursos de la vida, incloent-hi el coneixement i, per tant, afirma que si l'ambientalisme no és feminista es convertirà en un ambientalisme espectral, que formarà part del capitalisme; si el feminisme no és ecologista, també es convertirà en part del capitalisme. Ella pensa que hem de crear un món autènticament diferent, les nostres relacions haurien d'estar basades en el sosteniment i enriquiment de la vida, més que en l'acumulació de capital. Llavors la convergència de l'ecologia i el feminisme esdevé una via natural. I quan els drets de la dona són considerats en el marc dels drets de la diversitat de la vida, s'evita el risc de caure en el relativisme. Per a Shiva el relativisme cultural prové de sistemes desincorporats d'alliberament.

## Crítiques
Hi ha una gran quantitat de crítiques respecte a les seves obres i idees en general. Guillaume P. Gruère, membre de l'OCDE, sosté que «no hi ha evidència disponible d'un ressorgiment del suïcidi de grangers a l'Índia en els últims 5 anys». El periodista científic Ronald Bailey, per altra banda, va escriure que Vandana Shiva és una «ludita»: «si sorgeix alguna cosa nova, ella s'hi oposa». El Liberty Institute of Delhi va premiar a Shiva amb el Bullshit Award for Sustaining Poverty («Premi Brossa per al Manteniment de la Pobresa») el 2002 a Johannesburg
Alguns mitjans i blogs també han participat en la desacreditació de Shiva. Un exemple és Ana Luz García, que va ridiculitzar i va comparar les declaracions de tall feminista de Shiva amb les de Luce Irigaray afirmant que «les idees de Shiva són com una versió mística de les bajanades sostingudes per la postmoderna psicoanalista, sociòloga, feminista i filòsofa Luce Irigaray, qui diu, per exemple, que l'equació E = Mc2 és sexuada, ja que privilegia la velocitat de la llum sobre altres velocitats igual d'essencials per a la vida, perquè és més ràpida. També sosté que l'estudi de la mecànica dels fluids ha estat injustament postergada perquè els científics, que són tots homes, prefereixen estudiar la mecànica dels sòlids, sòlids com el penis, no com la vagina que és no-sòlida i emet fluids». Un altre exemple és l'article de Francisco García Olmedo, publicat a la Revista de Libros, en què posa en dubte algunes idees de Shiva, com la d'oposar-se als transgènics i a la biopirateria, i acaba afirmant el següent sobre ella: «escudada en un doctorat en Física Teòrica, Vandana Shiva és una de les més ferotges i postmodernes detractores de la ciència actual i, al temps, opina dogmàticament sobre el diví i l'humà sense importar-li molt les dades objectives. La seva ignorància dels més senzills principis de la pràctica agrícola és proverbial».

## Reconeixements
El 1979 la Universitat d'Ontario Occidental li va atorgar el doctorat per una tesi titulada «Variables ocultes i localitat en la teoria quàntica»
Al juny de 2024, la Universitat Pompeu Fabra l'ha investit doctora Honoris causa pel seu activisme per la no-violència i la seva lluita feminista i contra el canvi climàtic, en un acte que Shiva rebé «amb alegria i humiltat», també pel fet que se celebrés a l’auditori del campus de la Ciutadella de la UPF, en les proximitats d'una sala de meditació –en referència a la Sala de Reflexió Tàpies– i amb presència només de dones a l'escenari.

## Publicacions en català
- Qui alimenta el món en realitat?.  Manresa: Tigre de Paper, 2024. ISBN 978-84-18705-79-3.[32]